# Acropora indonesia
Acropora indonesia là một loài san hô trong họ Acroporidae. Loài này được Wallace miêu tả khoa học năm 1997.